# Veľopolie, Humenné
Veľopolie este o comună slovacă, aflată în districtul Humenné din regiunea Prešov, pe malul râului Laborec⁠(d). Localitatea se află la altitudinea de 179 m deasupra n.m., se întinde pe o suprafață de 7,86 km2 și în 2017 număra 364 de locuitori. Se învecinează cu comuna Humenné.

## Istoric
Localitatea Veľopolie este atestată documentar din 1430.

## Demografie
| An:                | 1994 | 2004   | 2014    | 2024   |
| ------------------ | ---- | ------ | ------- | ------ |
| Număr de persoane: | 311  | 321    | 363     | 377    |
| Diferență:         |      | +3,21% | +13,08% | +3,85% |

| An:                | 2023 | 2024   |
| ------------------ | ---- | ------ |
| Număr de persoane: | 374  | 377    |
| Diferență:         |      | +0,80% |